# Franz Czernicky
Franz Czernicky (16 settembre 1902 – 16 giugno 1973) è stato un allenatore di calcio e calciatore austriaco, di ruolo difensore.

## Carriera

### Club
Czernicky inizia la sua carriera allo Slovan Vienna, in I. Liga, dapprima come portiere e quindi come difensore.
Nel 1926 lascia l'Austria per giocare con lo Slavia Praga. Qui, al fianco di giocatori come František Plánička, Emil Seifert, Antonín Puč e František Svoboda, vince due coppe consecutive (1927 e 1928) e poi dal 1929 al 1931 tre campionati di fila.
Nel 1929 raggiunge anche la finale di Coppa Mitropa, dove lo Slavia è sconfitto dagli ungheresi dell'Újpest, ma Czernicky non scende in campo in quell'occasione.
Nel 1932 lascia la Cecoslovacchia per giocare in Francia, nel Fives. Termina la prima stagione al settimo posto nella neonata Division 1 piazzamento migliorato nella stagione 1933-1934 quando la squadra raggiunge il secondo posto, a un solo punto di distanza del Sète campione. In questo periodo Czernicky gioca insieme a Ernest Libérati, André Cheuva e Václav Bára, già suo compagno allo Slavia Praga. Negli anni successivi il Fives non riesce ad essere competitivo, pur mantenendo il proprio posto in Division 1 e in due occasioni arrivando fino alle semifinali di Coppa di Francia.
Si ritira dal calcio giocato nel 1938.

### Nazionale
Il 29 maggio 1927 gioca la sua unica partita in Nazionale maggiore, una vittoria per 4-1 contro la Svizzera a Zurigo. In precedenza, aveva disputato una partita con la Nazionale B contro l'Ungheria, nell'aprile dello stesso anno.
Durante la sua permanenza a Praga gioca alcune partite nella selezione cittadina. Viene convocato anche per alcune gare di esibizione della rappresentativa della Francia settentrionale.

### Allenatore
Czernicky inizia la carriera da allenatore nella sua ex-squadra, lo Slovan, con cui nella stagione 1948-1949 conquista la promozione nella massima serie austriaca. Dopo l'immediata retrocessione, Czernicky accetta la proposta dello Sturm Graz, con cui dal gennaio 1951 al giugno 1952 può tornare in Staatsliga A.
Quella fu la sua ultima esperienza su una panchina austriaca. In seguito ha allenato anche in Norvegia.

## Palmarès

### Giocatore

#### Club
- Campionato cecoslovacco: 4

Slavia Praga: 1928-1929, 1929-1930, 1930-1931, 1932-1933
- Středočeský pohár: 3

Slavia Praga: 1926-1927, 1927-1928, 1929-1930